# ميناء أوغستا
ميناء أوغستا هي مدينة، تتبع جنوب أستراليا، وCity of Port Augusta ‏، وElectoral district of Giles ‏، وElectoral district of Stuart ‏، وDivision of Grey ‏، بلغ عدد سكانها 14٬214 نسمة، في 2015، رمزها البريدي هو 5700.

## المناخ
يظهر الجدول التالي التغييرات المناخية على مدار السنة لميناء أوغستا:
| البيانات المناخية لـميناء أوغستا  | البيانات المناخية لـميناء أوغستا | البيانات المناخية لـميناء أوغستا | البيانات المناخية لـميناء أوغستا | البيانات المناخية لـميناء أوغستا | البيانات المناخية لـميناء أوغستا | البيانات المناخية لـميناء أوغستا | البيانات المناخية لـميناء أوغستا | البيانات المناخية لـميناء أوغستا | البيانات المناخية لـميناء أوغستا | البيانات المناخية لـميناء أوغستا | البيانات المناخية لـميناء أوغستا | البيانات المناخية لـميناء أوغستا | البيانات المناخية لـميناء أوغستا |
| الشهر                             | يناير                            | فبراير                           | مارس                             | أبريل                            | مايو                             | يونيو                            | يوليو                            | أغسطس                            | سبتمبر                           | أكتوبر                           | نوفمبر                           | ديسمبر                           | المعدل السنوي                    |
| --------------------------------- | -------------------------------- | -------------------------------- | -------------------------------- | -------------------------------- | -------------------------------- | -------------------------------- | -------------------------------- | -------------------------------- | -------------------------------- | -------------------------------- | -------------------------------- | -------------------------------- | -------------------------------- |
| الدرجة القصوى °م (°ف)             | 49.5 (121.1)                     | 48.1 (118.6)                     | 43.1 (109.6)                     | 40.3 (104.5)                     | 32.2 (90.0)                      | 27.0 (80.6)                      | 26.9 (80.4)                      | 32.8 (91.0)                      | 38.2 (100.8)                     | 42.9 (109.2)                     | 46.3 (115.3)                     | 47.2 (117.0)                     | 49.5 (121.1)                     |
| متوسط درجة الحرارة الكبرى °م (°ف) | 34.3 (93.7)                      | 33.3 (91.9)                      | 30.4 (86.7)                      | 26.7 (80.1)                      | 21.7 (71.1)                      | 17.9 (64.2)                      | 17.7 (63.9)                      | 20.1 (68.2)                      | 23.9 (75.0)                      | 27.1 (80.8)                      | 30.5 (86.9)                      | 32.2 (90.0)                      | 26.3 (79.3)                      |
| متوسط درجة الحرارة الصغرى °م (°ف) | 19.4 (66.9)                      | 18.9 (66.0)                      | 16.5 (61.7)                      | 13.0 (55.4)                      | 8.9 (48.0)                       | 6.2 (43.2)                       | 4.7 (40.5)                       | 5.3 (41.5)                       | 8.4 (47.1)                       | 11.7 (53.1)                      | 15.6 (60.1)                      | 17.2 (63.0)                      | 12.2 (54.0)                      |
| أدنى درجة حرارة °م (°ف)           | 11.7 (53.1)                      | 10.0 (50.0)                      | 6.6 (43.9)                       | 4.2 (39.6)                       | −1.9 (28.6)                      | −4.0 (24.8)                      | −4.1 (24.6)                      | −4.5 (23.9)                      | 0.0 (32.0)                       | 2.2 (36.0)                       | 6.9 (44.4)                       | 7.7 (45.9)                       | −4.5 (23.9)                      |
| الهطول مم (إنش)                   | 12.5 (0.49)                      | 17.5 (0.69)                      | 16.4 (0.65)                      | 17.9 (0.70)                      | 17.2 (0.68)                      | 26.0 (1.02)                      | 17.6 (0.69)                      | 15.6 (0.61)                      | 19.7 (0.78)                      | 16.1 (0.63)                      | 19.4 (0.76)                      | 22.6 (0.89)                      | 214.1 (8.43)                     |
| المصدر: Bureau of Meteorology     |                                  |                                  |                                  |                                  |                                  |                                  |                                  |                                  |                                  |                                  |                                  |                                  |                                  |

## أعلام
- ديك راسيل
- كيفن هوغن
- جاك أبسالوم
- لوري واليس
- إدغار هامبتون ارين
- برايان كيركهام
- توماس يونغ